# Enchocrana oxystoma
Enchocrana oxystoma är en fjärilsart som beskrevs av Turner 1939. Enchocrana oxystoma ingår i släktet Enchocrana och familjen mätare. Inga underarter finns listade i Catalogue of Life.